# Bromazolam
Il bromazolam è uno psicofarmaco appartenente alla categoria delle triazolobenzodiazepine che è stato sintetizzato per la prima volta nel 1976, ma che non è mai stato commercializzato.
Successivamente è stato venduto come designer drug, identificato per la prima volta in modo definitivo dall'OEDT in Svezia nel 2016. È un analogo dell'alprazolam soltanto che nella posizione del cloro, c'è il bromo e ha effetti sedativi e ansiolitici simili.